# Haswelliporina multiaviculata
Haswelliporina multiaviculata är en mossdjursart som först beskrevs av Gordon 1984.  Haswelliporina multiaviculata ingår i släktet Haswelliporina och familjen Porinidae. Inga underarter finns listade i Catalogue of Life.